# Pristiglottis fimbriata
Pristiglottis fimbriata là một loài thực vật có hoa trong họ Lan. Loài này được (J.J.Sm.) Cretz. & J.J.Sm. miêu tả khoa học đầu tiên năm 1934.